# Fermentacja metanowa
Fermentacja metanowa – proces mikrobiologiczny rozkładu substancji organicznych przeprowadzany w warunkach beztlenowych przez mikroorganizmy anaerobowe z wydzieleniem metanu.
Nazwa „fermentacja metanowa” została nadana przed poznaniem istoty tego procesu i może być myląca. W rzeczywistości jest to zespół przemian biochemicznych, które łączy brak tlenu.

## Etapy procesu
Wyróżnia się następujące etapy fermentacji metanowej:
- hydroliza prowadząca do rozkładu polimerów organicznych do związków o prostszej budowie, obejmująca w szczególności rozkład białek do aminokwasów, lipidów do alkoholi i wyższych kwasów tłuszczowych oraz węglowodanów do monosacharydów

- acidogeneza, podczas której z produktów hydrolizy wytwarzane są kwasy karboksylowe, głównie walerianowy, mrówkowy i propionowy

- acetogeneza, podczas której powstaje octan produkowany przez heterotrofy z glukozy oraz przez autotrofy z dwutlenku węgla i wodoru

- metanogeneza, czyli wytworzenie metanu przez metanogeny z octanu lub na drodze redukcji dwutlenku węgla wodorem

Czas generacji mikroorganizmów pierwszych trzech faz wynosi kilkanaście minut, natomiast czas generacji bakterii metanogennych kilkadziesiąt do kilkuset godzin.

## Typy fermentacji metanowej
- psychrofilna – zachodzi w temperaturze otoczenia (poniżej 25 stopni), trwa minimum 70–80 dni, zwykle zachodzi w szambie, osadniku Imhoffa oraz w otwartych basenach fermentacyjnych; powstający biogaz nie jest ujmowany i stanowi zanieczyszczenie atmosfery

- mezofilna – przeprowadzana w temperaturze 30–40 stopni, trwa około 30 dni, w zamkniętych komorach fermentacyjnych z których ujmowany jest biogaz. Mimo konieczności podgrzewania komory fermentacyjnej, fermentacja mezofilna posiada dodatni bilans energii.

- termofilna – trwa od 15 do 20 dni, zachodzi w temperaturze powyżej 40 stopni w zamkniętych komorach, przy ujemnym bilansie energetycznym

## Biogaz
W wyniku procesu fermentacji powstaje biogaz otrzymywany z odpadów organicznych, takich jak ścieki, stałe odpady komunalne, osady ściekowe. W zależności od warunków prowadzenia fermentacji oraz od substratów z jednego grama substancji organicznych można uzyskać do 500 ml biogazu. Głównymi składnikami biogazu są: metan (40–80%), dwutlenek węgla (20–55%), siarkowodór (0,1–5,5%) oraz wodór, tlenek węgla, azot i tlen w ilościach śladowych.

## Inne produkty fermentacji
Oprócz biogazu po fermentacji pozostaje również przefermentowany osad. Jest on nieczynny biologicznie, zawiera 30–40% związków humusowych. Jest on zwykle niebezpieczny pod względem sanitarno-epidemiologicznym. Po przeprowadzeniu wapnowania może być stosowany jako nawóz.